# Алонсо Соліс
Алонсо Хорхе Соліс Кальдерон (ісп. Alonso Jorge Solís Calderón, нар. 14 жовтня 1978, Сан-Хосе) — костариканський футболіст, що грав на позиції півзахисника. Відомий за виступами за костариканський клуб «Сапрісса», у складі якого був одним із кращих бомбардирів та неодноразовим чемпіоном країни, низку зарубіжних клубів, а також за національну збірну Коста-Рики.

## Клубна кар'єра
Алонсо Соліс розпочав виступи в основній команді «Сапрісса» в 1995 році. У цій команді він за кілька років став одним із основних гравців атакувальної ланки команди, у 1999 році став чемпіоном країни, після чого поїхав грати за кордон.
Першим закордонним клубом Соліса став чилійський «Універсідад Католіка», у якому він грав у 1999 році. З початку 2000 до кінця 2001 року костариканець грав за грецький клуб ОФІ, після чого в середині 2001 року повернувся до «Сапрісси». У складі свого першого клубу Алонсо Соліс грав протягом року, після чого з середини 2002 до кінця року грав за норвезький «Бранн».
На початку 2003 року Алонсо Соліс повертається до «Сапрісси», де знову стає одним із основних гравців атакувальної ланки команди. У складі команди він ще тричі виграє чемпіонат країни, а в сезоні 2003—2004 років візначається 17 забитими м'ячами за клуб. У 2005 році у складі «Сапрісси» бере участь у клубний чемпіонаті світу з футболу, як переможець Кубка чемпіонів КОНКАКАФ. У сезоні 2006—2007 років Соліс відзначився 16 забитими м'ячами в чемпіонаті країни, ставши кращим бомбардиром чемпіонату.
У 2008 році Соліс ненадовго їздив в оренду до мексиканського клубу «Некакса», після чого повернувся до «Сапрісси», у складі якої грав до 2012 року. Пізніше він став граючим тренером резервного складу «Сапрісси», та деякий час не виступав. У 2015 році протягом короткого часу грав за костариканський клуб «Пунтаренас», а в 2017 році протягом півроку грав у іншому костариканському клубі «Гресія», після чого остаточно завершив виступи на футбольних полях.

## Виступи за збірні
У 1997 році Алонсо Соліс грав у складі молодіжної збірної Коста-Рики на молодіжному чемпіонаті світу в Малайзії.
У 1999 році Соліс дебютував у складі національної збірної Коста-Рики. Протягом кар'єри у національній команді, яка тривала 10 років, провів у її формі 48 матчів, забивши 8 голів. У складі збірної був учасником розіграшу Кубка Америки 2004 року у Перу, та розіграшу Золотого кубка КОНКАКАФ 2007 року у США. Останній матч за збірну Алонсо Соліс провів у 2008 році.

## Титули і досягнення
- Переможець Кубка центральноамериканських націй: 2003, 2005, 2007